# سنجاب زمینی اروپایی
سنجاب زمینی اروپایی (نام علمی: Spermophilus citellus) نام یک گونه از سرده دانه‌دوست‌ها است.